# 石川俊介 (野球)
石川 俊介（いしかわ しゅんすけ、1985年8月12日 - ）は、栃木県安蘇郡葛生町（現：佐野市）出身の元プロ野球選手（投手）、野球指導者。右投右打。

## 経歴

### プロ入り前
葛生町立会沢小学校4年時に、会沢学童クラブで野球を始めた。男女あわせて総勢15人の弱小チームで大差がついても泣きながら投げ、当時バッテリーを組んでいた捕手は石川の速球を捕るだけで手が痛くなり大変だったと語っている。その後、葛生町立葛生中学校から葛生高校に進学して高校2年時に本格的に投手へ転向。
高校卒業後は関甲新学生野球連盟所属の上武大学ビジネス情報学部へ進学。4年時の2007年に大学選手権2回戦で6回コールド完封したものの、準々決勝では救援登板で満塁ホームランを浴びて敗れ、ベスト8に留まった。その後の秋季リーグでは最優秀防御率を獲得し、明治神宮大会では準決勝で同年のドラフト候補の注目選手だった大場翔太を擁する東洋大学に敗れたものの、12奪三振の好投で4強入りし注目された。同年秋の大学・社会人ドラフトで阪神から3巡目指名を受け入団。大学時代の同期には加賀繁がいる。

### プロ入り後
2008年7月15日の対東京ヤクルトスワローズ戦でプロ初登板し、1回を1安打無失点に抑えた。9月22日の対横浜ベイスターズ戦では、5回4安打4奪三振2四球2失点でプロ初先発・初勝利を記録。そのまま先発ローテーションに定着した。
2009年1月30日に結婚を発表した。
2010年は、5月7日に一軍昇格。4試合に登板し防御率5.79。二軍のウエスタン・リーグでは、32試合に登板し4勝6敗10セーブ、防御率6.65であった。
2011年は一軍での登板はなく、ウエスタン・リーグでも12試合の登板にとどまった。成績は1勝1敗1セーブ、防御率5.25であった。
2012年も一軍での登板はなく、ウエスタン・リーグで中継ぎとして19試合に登板した。成績は2勝0敗、防御率0.59であった。10月2日に戦力外通告を受け、12球団合同トライアウトに参加するも獲得を申し出る球団はなく、現役を引退した。

### 引退後
2013年は、阪神の打撃投手を務めた。2014年から一軍のサブマネージャーを務め、2017年から打撃投手に戻り、2018年限りで退団。
退団後は生命保険会社の営業マンを経て、2021年4月より、母校の青藍泰斗高校（2005年に葛生高校から校名変更）の硬式野球部監督に就任。その後、退任して埼玉県鴻巣市で野球塾を開いている。

## 選手としての特徴
バランスの取れたフォームが素晴らしいと評され、そのフォームから投げる切れ味の鋭いスライダーが武器。他に最速140 km/h台中盤のストレートと2種類のフォークボール・シュートを投げる。

## 詳細情報

### 年度別投手成績
| 年 度     | 球 団     | 登 板 | 先 発 | 完 投 | 完 封 | 無 四 球 | 勝 利 | 敗 戦 | セ 丨 ブ | ホ 丨 ル ド | 勝 率 | 打 者 | 投 球 回 | 被 安 打 | 被 本 塁 打 | 与 四 球 | 敬 遠 | 与 死 球 | 奪 三 振 | 暴 投 | ボ 丨 ク | 失 点 | 自 責 点 | 防 御 率 | W H I P |
| --------- | --------- | ----- | ----- | ----- | ----- | -------- | ----- | ----- | -------- | ----------- | ----- | ----- | -------- | -------- | ----------- | -------- | ----- | -------- | -------- | ----- | -------- | ----- | -------- | -------- | ------- |
| 2008      | 阪神      | 7     | 4     | 0     | 0     | 0        | 2     | 0     | 0        | 0           | 1.000 | 99    | 25.0     | 22       | 1           | 7        | 0     | 0        | 16       | 0     | 0        | 6     | 6        | 2.16     | 1.16    |
| 2009      | 阪神      | 3     | 1     | 0     | 0     | 0        | 0     | 1     | 0        | 0           | .000  | 47    | 10.0     | 12       | 1           | 4        | 0     | 0        | 11       | 1     | 0        | 8     | 8        | 7.20     | 1.60    |
| 2010      | 阪神      | 4     | 0     | 0     | 0     | 0        | 0     | 0     | 0        | 0           | ----  | 21    | 4.2      | 6        | 0           | 2        | 0     | 0        | 3        | 2     | 0        | 3     | 3        | 5.79     | 1.71    |
| 通算：3年 | 通算：3年 | 14    | 5     | 0     | 0     | 0        | 2     | 1     | 0        | 0           | .667  | 167   | 39.2     | 40       | 2           | 13       | 0     | 0        | 30       | 3     | 0        | 17    | 17       | 3.86     | 1.34    |

### 記録
- 初登板：2008年7月15日、対東京ヤクルトスワローズ12回戦（倉敷マスカットスタジアム）、9回表に3番手で救援登板・完了、1回無失点
- 初奪三振：2008年7月23日、対読売ジャイアンツ14回戦（阪神甲子園球場）、9回表に坂本勇人から空振り三振
- 初先発・初勝利：2008年9月22日、対横浜ベイスターズ19回戦（阪神甲子園球場）、5回2失点

### 背番号
- 48 （2008年 - 2012年）
- 101 （2013年・2017年 - 2018年）

### 登場曲
- 「君という名の翼」コブクロ（2008年 - 2009年）
- 「君が好き（世界中で誰より君が好き）」清水翔太（2010年）
- 「会いたかった」AKB48（2011年）
- 「Landscape」Every Little Thing（2012年）